# 31 مايو
- السبت
- الأحد
- الاثنين
- الثلاثاء
- الأربعاء
- الخميس
- الجمعة

- 2628 شوال 1446  هـ
- 2729 شوال 1446  هـ
- 2830 شوال 1446  هـ
- 291 ذو القعدة 1446  هـ
- 302 ذو القعدة 1446  هـ
- 13 ذو القعدة 1446  هـ
- 24 ذو القعدة 1446  هـ
- 35 ذو القعدة 1446  هـ
- 46 ذو القعدة 1446  هـ
- 57 ذو القعدة 1446  هـ
- 68 ذو القعدة 1446  هـ
- 79 ذو القعدة 1446  هـ
- 810 ذو القعدة 1446  هـ
- 911 ذو القعدة 1446  هـ
- 1012 ذو القعدة 1446  هـ
- 1113 ذو القعدة 1446  هـ
- 1214 ذو القعدة 1446  هـ
- 1315 ذو القعدة 1446  هـ
- 1416 ذو القعدة 1446  هـ
- 1517 ذو القعدة 1446  هـ
- 1618 ذو القعدة 1446  هـ
- 1719 ذو القعدة 1446  هـ
- 1820 ذو القعدة 1446  هـ
- 1921 ذو القعدة 1446  هـ
- 2022 ذو القعدة 1446  هـ
- 2123 ذو القعدة 1446  هـ
- 2224 ذو القعدة 1446  هـ
- 2325 ذو القعدة 1446  هـ
- 2426 ذو القعدة 1446  هـ
- 2527 ذو القعدة 1446  هـ
- 2628 ذو القعدة 1446  هـ
- 2729 ذو القعدة 1446  هـ
- 281 ذو الحجة 1446  هـ
- 292 ذو الحجة 1446  هـ
- 303 ذو الحجة 1446  هـ
- 314 ذو الحجة 1446  هـ
- 15 ذو الحجة 1446  هـ
- 26 ذو الحجة 1446  هـ
- 37 ذو الحجة 1446  هـ
- 48 ذو الحجة 1446  هـ
- 59 ذو الحجة 1446  هـ
- 610 ذو الحجة 1446  هـ

31 مايو أو 31 أيَّار أو 31 مايس أو 31 نوَّار أو يوم 31 \ 5 (اليوم الحادي والثلاثون من الشهر الخامس) هو اليوم الحادي والخمسون بعد المئة (151) من السنوات البسيطة، أو اليوم الثاني والخمسون بعد المئة (152) من السنوات الكبيسة وفقًا للتقويم الميلادي الغربي (الغريغوري). يبقى بعده 214 يوما لانتهاء السنة.

## أحداث
- 1535 - انطلاق حملة كارلوس الخامس من برشلونة باتجاه تونس بقصد احتلالها.
- 1910 - استقلال جمهورية جنوب أفريقيا.
- 1934 -
  - الطائرات الإنجليزية تقصف مدينة السليمانية.
  - الإذاعة المصرية تبدأ بثها لأول مرة.
- 1962 - إعدام أدولف أيخمان أحد مسؤولي ألمانيا النازية بعد محاكمته مجرمَ حرب في إسرائيل.
- 1966 - أمير دولة الكويت الشيخ صباح السالم الصباح يصدر مرسوم أميري يقضي بتعيين الشيخ جابر الأحمد الصباح وليًا للعهد وذلك بعد مبايعته في مجلس الأمة.
- 1976 - مصر تطلب من جامعة الدول العربية قبول منظمة التحرير الفلسطينية عضوًا كاملًا في الجامعة.
- 1977 - مبايعة الشيخ حمد بن خليفة آل ثاني وليًا للعهد في قطر.
- 2002 - افتتاح بطولة كأس العالم لكرة القدم السابعة عشر والتي تستضيفها اليابان وكوريا الجنوبية.
- 2004 - تنفيذ حكم الإعدام بسعوديين وكويتي قاموا بإختطاف طفلة بالخامسة من عمرها وهتك عرضها ثم طعنها بالسكين وإخفاء معالم وجهها عن طريق التشويه وإجتثاث رأسها، وتعد الجريمة من أبشع الجرائم في الكويت.
- 2009 -
  - تزكية جاسم الخرافي رئيسًا لمجلس الأمة الكويتي ليتولى رئاسة المجلس للمرة الخامسة على التوالي وذلك بعد الجلسة الافتتاحية لدور الإنعقاد الثالث عشر.
  - وفاة ميلفينا دين آخر الناجين من كارثة تيتانيك.
- 2010 -
  - سلاح البحرية الإسرائيلي يهاجم سفن أسطول الحرية المتوجه إلى قطاع غزة بقوات كوماندوز وباستخدام الرصاص الحي والغاز، وأدى الهجوم إلى مقتل 19 شخصًا على الأقل وإصابة 26 آخرين كانوا على متن سفن الأسطول، وتنديد دولي كبير على الهجوم.
  - الرئيس الألماني هورست كولر يستقيل من منصبه وذلك بعد الإدانة الواسعة التي تعرض لها بسبب تصريحات أطلقها حول الدور الاقتصادي والمالي لتدخل بلاده العسكري في أفغانستان.
- 2017 - مقتل 90 شخصا على الأقل وإصابة 400 آخرين معظمهم مدنيون في تفجير انتحاري بسيارة مفخخة في العاصمة الأفغانية كابل.
- 2018 - زين الدين زيدان يُعلن استقالته من تدريب نادي ريال مدريد بشكلٍ مُفاجئ بعد بضعة أيَّام من تحقيقه لقبه الثالث بدوري أبطال أوروبا.
- 2025 - باريس سان جيرمان الفرنسي يحقق لقب دوري أبطال أوروبا للمرة الأولى في تاريخه بعد فوزه في المباراة النهائية على إنتر ميلان الإيطالي بنتيجة 5-0.

## مواليد
- 1469 - مانويل الأول، ملك البرتغال الرابع عشر.
- 1773 ـ لودفيغ تيك، كاتب ألماني.
- 1812 - هرمان مارتن أسموس، إحاثي ألماني.
- 1819 - والت ويتمان، شاعر أمريكي.
- 1883 - لاوري كريستيان ريلاندر، رئيس فنلندا.
- 1887 - سان جون بيرس، شاعر ودبلوماسي فرنسي حاصل على جائزة نوبل في الأدب عام 1960.
- 1911 - موريس آلياس، اقتصادي فرنسي حاصل على جائزة نوبل في العلوم الاقتصادية عام 1988.
- 1916 - برنارد لويس مؤرخ ومستشرق بريطاني أميركي.
- 1922 - دنهولم إليوت، ممثل إنجليزي.
- 1923 - رينيه الثالث، أمير موناكو.
- 1930 - كلينت إيستوود، ممثل ومخرج أمريكي.
- 1931 - جون روبرت شريفر، عالم فيزياء أمريكي حاصل على جائزة نوبل في الفيزياء عام 1972.
- 1945 - لوران غباغبو، رئيس كوت ديفوار.
- 1949 - يونس شلبي، ممثل مصري.
- 1953 - كفي عراقي، مغنية يمنية.
- 1954 - توماس مافروس، لاعب كرة قدم يوناني.
- 1961 - لي تومبسن، ممثلة أمريكية.
- 1962 - نوريكو هيداكا، ممثلة أداء صوتي يابانية.
- 1965 - بروك شيلدز، ممثلة أمريكية.
- 1968 - نهلة سلامة، ممثلة مصرية.
- 1975 - ريهام سعيد، إعلامية مصرية.
- 1976 - كولين فاريل، ممثل أيرلندي.
- 1985 - سهير القيسي، إعلامية عراقية.

## وفيات
- 1809 - جوزيف هايدن، موسيقي نمساوي.
- 1832 - إيفاريست جالوا، عالم رياضيات فرنسي.
- 1905 - أديلايد إرنروث، صحافية وكاتبة فنلندية.
- 1937 - أمين تقي الدين، محام وصحفي وشاعر وکاتب لبناني.
- 1938 - حمد المبارك الصباح، ابن الشيخ مبارك الصباح حاكم الكويت.
- 1962 - أدولف أيخمان، أحد مسؤولي ألمانيا النازية.
- 1971 - نجلا صعب، نسوية وناشطة لبنانية.
- 1976 - جاك مونو، عالم أحياء فرنسي حاصل على جائزة نوبل في الطب عام 1965.
- 1979 - أحمد المستنبط، فقيه إيراني عراقي.
- 1983 - جاك دمبسي، ملاكم أمريكي.
- 1986 - جيمس رينوتر، عالم فيزياء أمريكي حاصل على جائزة نوبل في الفيزياء عام 1975.
- 2001 - فيصل الحسيني، عضو اللجنة التنفيذية في السلطة الفلسطينية والمسؤول عن ملف القدس.
- 2006 - ريموند ديفيس، عالم فيزياء أمريكي حاصل على جائزة نوبل في الفيزياء عام 2002.
- 2007 - عبد الرحمن العمري، معتقل سعودي توفي في سجن غوانتانامو.
- 2012 - فريد حبيب، سياسي لبناني.
- 2013 - محمد ضياء الدين الصابوني، لغوي وشاعر ومدرس سوري سعودي.
- 2016 - محمد عبد العزيز، رئيس الجمهورية الصحراوية والأمين العام لجبهة البوليساريو.
- 2020 - رزاق إبراهيم حسن، صحفي وشاعر وكاتب عراقي.

## أعياد ومناسبات
- اليوم العالمي للكف عن التدخين.

## وصلات خارجية
- النيويورك تايمز: حدث في مثل هذا اليوم.
- BBC: حدث في مثل هذا اليوم.